# Crematogaster laboriosa
Crematogaster laboriosa är en myrart som beskrevs av Smith 1874. Crematogaster laboriosa ingår i släktet Crematogaster och familjen myror.

## Underarter
Arten delas in i följande underarter:
- C. l. laboriosa
- C. l. nawai
- C. l. zoceensis